# Gaspar de Espinosa
Gaspar de Espinosa (Medina de Rioseco, Espanha entre 1467 e 1477 - Cuzco, Peru, 1537) foi um soldado, explorador e jurista espanhol. Condenou Balboa à morte. Conquistou parte da Costa Rica e fundou a Cidade do Panamá.

## Biografia
Poucos detalhes de sua infância são conhecidos. Como um adulto, navegou para "A Espanhola" e em 1513 foi nomeado prefeito de Santa María la Antiga del Darién, no continente. Em 1514 ele se junta a expedição de Pedrarias para Darien. Inicialmente, era um dos protetores de Vasco Núñez de Balboa para a perseguição de Pedrarias Dávila, mas depois traiu Balboa ordenando a execução da sentença de morte. 
Ele também participou da fundação da cidade do Panamá, em 1519, por ordem de Pedrarias, e foi o fundador da cidade de Nata de los Caballeros (atualmente na província de Coclé). Ele também explorou a costa do Pacífico da América Central e descobriu o Golfo de Nicoya, na Costa Rica. 
Por causa de seus atos, retornou à Espanha e obteve um alto cargo no Tribunal. No entanto, logo depois que ele voltou para a América como um ouvidor de Santo Domingo e Panamá. Mais tarde, ele se mudou para o Peru e financiou a expedição de Francisco Pizarro e Diego de Almagro, e tentou em vão reconciliar ambos vencedores. 
Ele morreu em Cuzco, sem saber sua idade e se deixou qualquer descendência.